# Цербер
Вижте пояснителната страница за други значения на Цербер.
Цербер в древногръцката митология е куче с 3 глави (в класическия вариант; в по-стари митове – с 2 глави), покрити със змии, родено от Тифон и Ехидна. Изказвани са предположения, че това всъщност е била глутница от 3 кучета.
В преносен смисъл цербер е строг, зъл пазач, както и някой, който има изключително зловещо излъчване. Митичният Цербер е ужасно създание – погледът му е страшен като този на горгоната Медуза. От слюнката му, попила в земята, пониква отровното растение самакитка.
Това чудовище, според легендата за него, пази изхода на Подземния свят, като допуска всеки да влезе, но не допуска никой да излезе (с известни изключения – например Персефона). Идващите долу го умилостивяват с медена питка. При слизането си там тракийският певец Орфей укротява Цербер с музиката на лирата си. Също така се предполага, че то е щяло да пусне и Евридика, ако да би успял Орфей да я отведе.

Изведен от царството на сенките от Херкулес (Херакъл) и пак върнат от него, в изпълнение на последния от прочутите негови Дванадесет подвига (задачи, възлагани му от Евристей – цар на Микена и Тиринт, който по повеля на богинята Хера е определен временно за негов господар – робовладелец). Царят заръчва на героя да доведе кучето-пазач на владенията на подземния бог Хадес. След като влиза в тях (и скоро след това успява да освободи прикования наблизо, заедно с приятеля си Пиритой, атински цар Тезей), Херакъл се обръща към самия владетел на страната на мъртвите (на душите на умрелите) и Хадес се съгласява с отвеждането на звяра, но само ако той успее да укроти съществото без оръжие. Опирайки се на голямата си сила и смелостта си, героят се преборва с Цербер и го завежда в Микена, където цар Евристей изпада в ужас при вида на страшното чудовище и праща Херкулес да го върне на поста му.